# Gasoline Alley (album)
| Recensione                        | Giudizio        |
| --------------------------------- | --------------- |
| AllMusic                          | [ 1 ]           |
| Robert Christgau                  | A-              |
| The New Rolling Stone Album Guide | [ 3 ]           |
| Sputnikmusic                      | 3.9 (Excellent) |
| Piero Scaruffi                    | [ 5 ]           |
| Dizionario del Pop-Rock           | [ 6 ]           |
| 24.000 dischi                     | [ 7 ]           |

Gasoline Alley è il secondo album discografico di Rod Stewart, pubblicato dall'etichetta discografica Vertigo Records nel 1970.

## Tracce
Lato A
1. Gasoline Alley – 4:00 (Rod Stewart, Ron Wood)
2. It's All Over Now – 6:23 (Bobby Womack, Shirley Womack)
3. Only a Hobo – 4:20 (Bob Dylan)
4. My Way of Giving – 4:10 (Ronnie Lane, Steve Marriott)

Lato B
1. Country Comforts – 4:45 (Elton John, Bernie Taupin)
2. Cut Across Shorty – 6:30 (Marijohn Wilkin, Wayne Walker)
3. Lady Day – 4:15 (Rod Stewart)
4. Jo's Lament – 3:35 (Rod Stewart)
5. You're My Girl (I Don't Want to Discuss It) – 4:30 (Beth Beatty, Dick Cooper, Ernie Shelby)

Edizione CD del 1990, pubblicato dalla Repertoire Records (RR 4104-WP)
1. Gasoline Alley – 4:07 (Rod Stewart, Ron Wood)
2. It's All Over Now – 6:26 (Bobby Womack, Shirley Womack)
3. Only a Hobo – 4:20 (Bob Dylan)
4. My Way of Giving – 4:01 (Ronald Lane, Steve Marriott)
5. Country Comforts – 4:48 (Elton John, Bernie Taupin)
6. Cut Across Shorty – 6:35 (Marijohn Wilkin, Wayne Walker)
7. Lady Day – 4:16 (Rod Stewart)
8. Jo's Lament – 3:30 (Rod Stewart)
9. You're My Girl (I Don't Want to Discuss It) – 4:30 (Beth Beatty, Dick Cooper, Ernie Shelby)
10. It's All Over Now (Bobby Womack, Shirley Womack) – Bonus Track - Single Version

## Musicisti
Gasoline Alley
- Rod Stewart - voce
- Ron Wood - chitarre
- Stanley Matthews - mandolino

It's All Over Now
- Rod Stewart - voce
- Ian McLagan - pianoforte
- Ron Wood - chitarre, basso
- Mick Waller - batteria
- William Gaff - whistle

Only a Hobo
- Rod Stewart - voce, chitarra acustica
- Martin Quittenton - chitarra acustica
- Ron Wood - chitarra acustica, chitarra bottleneck
- Dennis O'Flynn - violino basso
- Dick Powell - violino

My Way of Giving
- Rod Stewart - voce
- Ronald Lane - voce
- Ian McLagan - organo
- Ron Wood - chitarra
- Ronnie Lane - basso
- Kenneth Jones - batteria

Country Comforts
- Rod Stewart - voce
- Harry (Harry Reynolds) - voce
- Pete Sears - pianoforte
- Ron Wood - chitarra, basso
- Mick Waller - batteria

Cut Across Shorty
- Rod Stewart - voce
- Martin Quittenton - chitarra acustica
- Ron Wood - chitarra acustica, chitarra
- Dick Powell - violino
- Pete Sears - basso
- Mick Waller - batteria

Lady Day
- Rod Stewart - voce, chitarra
- Ron Wood - chitarra
- Martin Quittenton - chitarra acustica
- Dennis O'Flynn - violino basso
- Dick Powell - violino

Jo's Lament
- Rod Stewart - voce, chitarra
- Ron Wood - chitarra
- Martin Quittenton - chitarra acustica

You're My Girl (I Don't Want to Discuss It)
- Rod Stewart - voce
- Ron Wood - chitarra
- Ronnie Lane - basso
- Kenneth Jones - batteria

Note aggiuntive
- Rod Stewart e Lou Reizner - produttori
- Michael Trossman - design album
- Des Strobel - art director
- David Redfern - fotografia[9]

| Anno | Classifica Album | Posizione raggiunta |
| ---- | ---------------- | ------------------- |
| 1970 | Official Chart   | 62                  |

| Anno | Titolo del brano  | Classifica        | Posizione raggiunta |
| ---- | ----------------- | ----------------- | ------------------- |
| 1970 | It's All Over Now | Billboard Hot 100 | 126                 |